# جو روجرز (سياسي)
جو روجرز (بالإنجليزية: Joe Rogers)‏ هو محامي وسياسي أمريكي، ولد في 8 يوليو 1964 في أوماها في الولايات المتحدة، وتوفي في 7 أكتوبر 2013 في دنفر في الولايات المتحدة. حزبياً، نشط في الحزب الجمهوري.